# 896 (numero)
Ottocentonovantasei (896) è il numero naturale dopo l'895 e prima dell'897.

## Proprietà matematiche
- È un numero pari.
- È un numero composto con 16 divisori: 1, 2, 4, 7, 8, 14, 16, 28, 32, 56, 64, 112, 128, 224, 448, 896. Poiché la somma dei suoi divisori (escluso il numero stesso) è 1144 > 896, è un numero abbondante.
- È un numero odioso.
- È un numero pratico.
- È un numero intoccabile.
- È un numero congruente.
- È un numero nontotiente (per cui la equazione φ(x) = n non ha soluzione).
- È un numero semiperfetto in quanto pari alla somma di alcuni (o tutti) i suoi divisori.
- È un numero rifattorizzabile in quanto divisibile per il numero dei propri divisori.
- È un numero palindromo e un numero a cifra ripetuta nel sistema posizionale a base (31) (SS).
- È parte delle terne pitagoriche (120, 896, 904), (528, 896, 1040), (672, 896, 1120), (828, 896, 1220), (896, 1440, 1696), (896, 1680, 1904), (896, 1950, 2146), (896, 3072, 3200), (896, 3528, 3640), (896, 4047, 4145), (896, 6240, 6304), (896, 7140, 7196), (896, 12528, 12560), (896, 14322, 14350), (896, 25080, 25096), (896, 28665, 28679), (896, 50172, 50180), (896, 100350, 100354), (896, 200703, 200705).

## Astronomia
- 896 Sphinx è un asteroide della fascia principale del sistema solare.
- NGC 896 è una nebulosa diffusa della costellazione di Cassiopea.

## Astronautica
- Cosmos 896 è un satellite artificiale russo.